# 吊滩乡
吊滩乡，是中国甘肃省临夏回族自治州和政县下辖的一个乡镇级行政单位。

## 行政区划
吊滩乡共辖以下地区：
狼土泉村、吊滩村、中心村、大山庄村、科托村、车巴村、扁坡村、新集村、桦林村。